# Веломобили А. Галкина и А. Кудрявцева
Петербуржцы Александр Галкин и Андрей Кудрявцев создали ряд оригинальных веломобилей с высокими техническими характеристиками в конце 1980-х гг. Творческий тандем вошёл в историю советского и российского веломобилестроения, как создатель высококлассных веломобилей «Круиз», «Кроха», «Скумбрия», «Дельфин», «Дельфин-2» и «Дельфин-3».

## «Круиз»
«Круиз» — спортивный трехколесный веломобиль со съёмным обтекателем. Жёсткая и лёгкая рама была изготовлена из алюминиевого сплава АМГ-6. Масса гоночной версии веломобиля 18 кг, дорожной — 24 кг. Максимальная скорость дорожной версии «Круиза» 45 км/ч, гоночной — 56 км/ч. Всего было изготовлено тринадцать различных версий «Круиза».
На всесоюзном веломобильном фестивале «Золотое кольцо-1989» веломобиль завоевал звание лучшего веломобиля СССР. «Круиз» также получил высокую оценку на фестивале биотранспорта в Николаве в 1989 г.

## «Кроха»
«Кроха» был первым веломобилем А. Кудрявцева. Конструктор создал компактный веломобиль с привлекательным, обтекаемым дизайном корпуса. Веломобиль был построен, как биотранспорт для эксплуатации в условиях города. Стеклопластиковый кузов имел большую площадь остекления и интегрированное зеркало заднего вида, что позитивно сказывалось на обзорности и удобстве маневрирования в условиях мегаполиса. Стеклопластиковое сиденье водителя имело эргономичную форму. Веломобиль оснащался подвеской всех колёс. В оснащение «Крохи» входил полный набор световых приборов: передние и задние фары, поворотные сигналы. Также был установлен механический центральный замок. Имелась система вентиляции салона. Барабанные тормоза колёс также выполняли роль стояночного тормоза. Масса веломобиля 40 кг. Максимальная скорость 40 км/ч.

## «Скумбрия»
«Скумбрия» — веломобиль гоночного класса. Хребтовая рама скоростного веломобиля была сварена из труб АМГ-6М. Колея передних колёс — 640 мм. Дорожный просвет — 65 мм, без обтекателя. Передняя ведущая звезда имела 80 зубов. Масса шасси без обтекателя 15 кг. Обтекатель был собран на основе трубчатого каркаса и весил 12 кг. Масса веломобиля в гоночном варианте 27 кг. Максимальная скорость 80 км/ч.

## «Дельфин»
«Дельфин» — высококлассный гоночный веломобиль, построенный в 1989 г. Веломобиль отличается от аналогов низким весом (23 кг) и высокими аэродинамическими свойствами. Для достижения оптимальной аэродинамической формы кузова конструкторы применили оригинальное решение: разместить гонщика на спине горизонтально, головой вперёд к направлению движения. Гонщик при такой компоновке должен крутить педали в противоположную сторону (обратное педалирование). Ведущая звёздочка имела 106 зубов. Привод получился компактным и эффективным. Обзор осуществлялся через зеркало. Изобретатели планировали заменить зеркало на эндоскоп, однако финансовые трудности помешали этому.
Жёсткая на кручение алюминиевая рама весила 6 кг. Рама была интегрирована в стеклопластиковый обтекатель. Наружная поверхность была тщательно отполирована для минимизации сопротивления воздуха. Выбранная компоновка вынудила конструкторов также сделать «зеркальное» управление — при повороте руля вправо колеса поворачивались влево. Такое управление облегчало езду при обзоре через зеркало. Особое внимание было уделено эргономике сиденья гонщика. Оно было сконструировано таким образом, чтобы тело пилота было зафиксировано в одном положении и обеспечивало упор в плечи. Это увеличивало эффективность педалирования. Расчётная максимальная скорость 100 км/ч. Максимально достигнутая 72 км/ч.
В 1989 г. на международных соревнованиях веломобилей в Польше А. Кудрявцев, участвуя на «Дельфин-1» в спринте на дистанции 200 метров с хода, разбил веломобиль, попав колесом в яму на разгонном участке. Веломобиль был сильно повреждён, но гонщик отделался лишь синяками и испугом.

## «Дельфин-2»
«Дельфин-2» — гоночный веломобиль классической компоновки. Веломобиль был сделан в 1991 г. Подвеска колёс отсутствует. Масса веломобиля 33 кг. Корпус имеет аэродинамическую форму для уменьшения воздушного сопротивления. Максимальная скорость 75 км/ч.

## «Дельфин-3»
«Дельфин-3» — улучшенная версия предыдущей версии гоночного веломобиля. Пространственная рама «Дельфина-3» сварена из дюралюминиевых труб АМГ-6. Высокая пассивная безопасность при опрокидывании и столкновениях обеспечивается дугами в районе головы и ног. Масса веломобиля 30 кг. Максимальная скорость 75 км/ч. Провести полноценные испытания помешала авария из-за которой корпус веломобиля оказался сильно повреждённым.